# Реріх Святослав Миколайович
Святослáв Миколайович Рéріх (10 (23) жовтня 1904, Санкт-Петербург — 30 січня 1993, Бангалор) — російський та індійський художник, громадський діяч, колекціонер східного мистецтва, почесний член Академії Художеств СРСР (1978). Основні жанри картин — пейзажі, портрети, символічні композиції. Син Миколи та Олени Реріх.

## Дитинство
Святослав Миколайович Реріх народився 10 (23) жовтня 1904 року в Петербурзі в сім'ї російського художника, діяча мистецтв Микола Костянтиновича Реріха та його жінки Олени Іванівни Реріх. Святослав рано почав малювати та займатися ліпкою, відвідував уроки Рисувальної школи Суспільства заохочення мистецтв, проявляв інтерес до природничих наук, які гармонічно переплітався з природними художніми здібностями.

Я очень интересовался орнитологией, зоологией. Елена Ивановна собирала мне все нужные книги, которые только могла найти. Она покупала нам чучела птиц, собирала для нас коллекции насекомых, жуков. Кроме того, меня привлекали красивые камни, минералогия. Она тоже собирала для меня всевозможные уральские и другие камни. <…> Таким образом, наш маленький мир тогда был насыщен замечательными впечатлениями.

З 1913-го по 1916 рік Святослав Миколайович вчився в гімназії Карла Мая, саме там він отримав перші уроки малювання. У дванадцять років Святослав вже допомагав батьку, художнику Миколаю Реріху натягувати на підрамники полотна та готувати фарби. Батько часто брав його з собою в археологічні поїздки по давньоруським містам.
З 1916-го по 1918 рік він разом зі сім'єю живе у Фінляндії, де в 13-річному віці пише перший портрет батька.
З 1919 року Святослав Реріх навчається в Лондоні, в Королівській академії мистецтв, де вивчає архітектуру. Продовжуючи заняття живописом, бере участь разом з батьком в створенні декорацій до постановки опер «Снігурочка», «Садко», «Князь Ігор». Микола Реріх так оцінив живопис свого сина:

В картинах Святослава замечаем именно гармоническую напряженность всех частей картины. Великое качество произведений, если в него не вкралось безразличие. <…> Прекрасно, если дан в жизни этот высокий дар, которым все темное, все бедственное превращается в радость духа. И как радостно мы должны приветствовать тех, кто волею судеб могут вносить в жизнь прекрасное!

Починаючи з 1977 року Святослав Миколайович надавав школі фінансову підтримку. Святослав Реріх відомий як засновник та почесний президент культурно-просвітительського Центру мистецтв «Чітракала Парішад», створеного в Бангалорі в 1972 році що став відділенням місцевого університету.
Святослав Реріх був похований в своїй садибі «Татагуні» в Бангалорі, та потім поряд з ним була похована його жінка Девіка Рані Реріх.

## Нагороди та звання
За значні досягнення в області культури, а також за вклад в діло миру Святослав Реріх був удостоєний державних нагород різних країн, серед яких:
- Вищий громадянський орден Індії «Падма Бхушан»
- Орден Дружби народів
- Орден «Мадарський вершник», запроваджений Державною Радою Болгарії
- Лауреат Міжнародної премії Джавахарлала Неру
- Кавалер болгарського ордена Кирила та Мефодія
- Почесний член Академії мистецтв СРСР
- Почесний доктор Великотирнського університету в Болгарії
- Академік Академії витончених мистецтв Індії
- Почсний академік Болгарської національної художньої академії

## Пам'ять про Святослава Реріха
- В честь сім'ї Реріхів, в том числі Святослава, названий астероїд «Реріх».
- В 2004 в Росії видавничим центром «Марка» Міністерства зв'язку та масових комунікацій Росії]] були випущені поштова марка, конверт першого дня та художній маркований конверт в честь 100-ліття з дня народження С. М. Реріха.[9]
- В 2004 році в честь 100-ліття з дня народження Святослава Реріха була проведена міжнародна научно-суспільна конференція.[10]
- 17 червня 1983 року на Алтаї в честь 80-ліття С. М. Реріха відбулось першосходження на безіменний пік, що здійснювався міжнародною групою вчених з Чехословаччини та СРСР.[11]

Поштові марки та монети
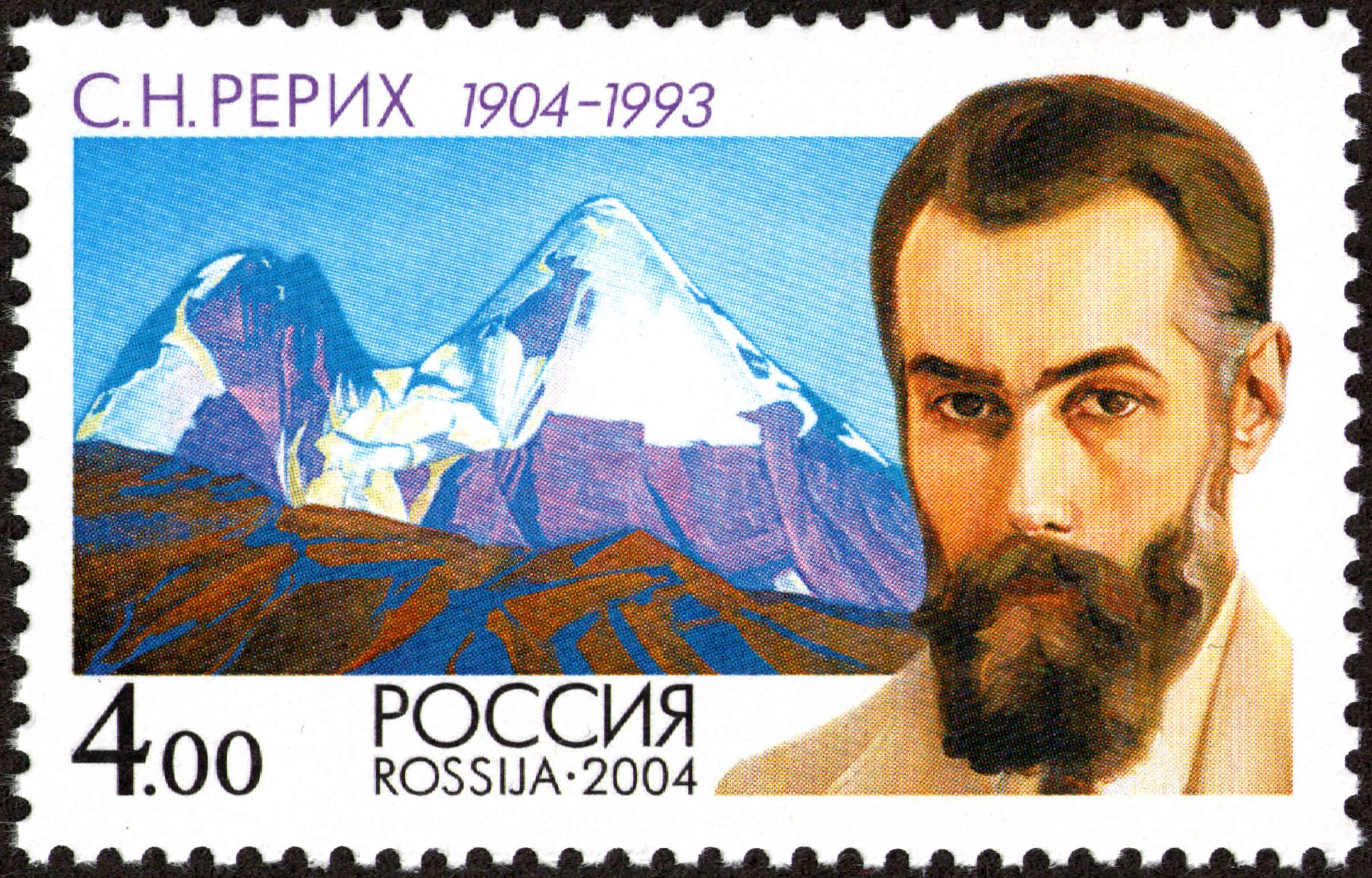
Поштова марка Росії, присвячена С. М. Реріху
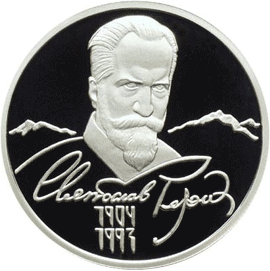
Факсимільний підпис С. М. Реріха (пам'ятна монета Банка Росії)

### Основні праці С. М. Реріха
1. Стремиться к Прекрасному: Сборник статей. — М.: МЦР, 1993. — (Малая Рериховская библиотека).
2. Свет искусства: Сборник статей. — М.: МЦР, 1994. — (Малая Рериховская библиотека).
3. Медлить нельзя! // Защитим имя и наследие Рерихов: Сборник статей. — М.: МЦР; Мастер-Банк, 2001. — Т. 1. — С. 90 — 91.
4. Искусство и жизнь / Пер. с англ. Т. В. Кожевниковой, И. И. Нейч. — М.: МЦР; Мастер-Банк, 2004.
5. Письма: В 2 т. / Сост. Н. Г. Михайлова. — М.: МЦР; Мастер-Банк, 2004—2005.
6. К беседе с художникам: Сборник статей. — М.: МЦР, 2006. — (Малая Рериховская библиотека).
7. Creative Thought: Articles. — Moscow: ICR, 2004.
8. Art and Life. — Moscow: ICR, 2004.
9. Врата в высшую жизнь: сборник статей / Пер. с англ., сост. Н. Г. Михайлова, И. И. Нейч. Комментарии и примечания И. И. Нейч. — М.: МЦР, Мастер-Банк, 2009. — 296 с.: ил.
10. Индийская живопись: статьи, монография. — М.: МЦР, Мастер-Банк, 2011. — 440 с.: 382 ил., карт.

### Публікації про С. М. Реріха
1. Тюляев С. И. Святослав Рерих: Альбом. — М.: Изобразительное искусство, 1977.
2. Валентин Сидоров. Семь дней в Гималаях // Москва. — 1982. — № 8. — С. 3 — 111.
3. Мурашкина Т. И. «Святослав Рерих, каким я его знала…» // Мир Огненный. — 1997. — № 12. — С. 68 — 75.
4. Святослав Николаевич Рерих. Живопись // Юбилейная выставка произведений Рерихов из частных собраний: Каталог / Сост. Т. Г. Роттерт, И. В. Липская. — М.: МЦР, 1999. — С. 91 — 100.
5. Шапошникова Л. В. О судьбе картин Н. К. и С. Н. Рерихов, удерживаемых Министерством культуры РФ // Новая эпоха. — 2000. — № 1 (24). — С. 4 — 6.
6. Рерих Н. К. Святослав // Листы дневника. — М.: МЦР, 1999. — Т.1. (1931—1935). — С. 442—444. — (Большая Рериховская библиотека).
7. Непрерывное восхождение: Сборник, посвящённый 90-летию со дня рождения П. Ф. Беликова, . — Т.1. Воспоминания современников. Письма Н. К. Рериха, Ю. Н. Рериха, С. Н. Рериха. Труды. — М.: МЦР, 2001.
8. Молчанова К. А. Великий художник и гуманист: Воспоминания о Святославе Николаевиче Рерихе // Содружество. — 2002. № 4. — С. 4.
9. П. Ф. Беликов. Святослав Рерих. Жизнь и творчество. — М.:МЦР, 2004.
10. Святослав Николаевич Рерих: Биобиблиографический указатель / Сост. Н. К. Воробьева. — М.: МЦР; Мастер-Банк, 2004.
11. Скумін В. А., Ауновская О.К. Светоносцы. — Новочебоксарск : Терос, 1995. — 114 с. — ISBN 5-88167-004-3..
12. Шапошникова Л. В. Философ реального Космоса // Культура. 2004. № 49, 16 — 23 дек.
13. Шапошникова Л. В. Вестник Красоты // Культура и время. — 2004. — № 3/4. — С. 9 — 28.
14. Миг, возведенный в Вечность: Деятели культуры о С. Н. Рерихе // Культура и время. — 2004. — № 3/4. — С. 5 — 7.
15. Воспоминания о С. Н. Рерихе / Сост. Т. О. Книжник. — М.: МЦР; Мастер-Банк, 2004.
16. Назаров А. Г. Душа природы. С. Н. Рерих — естествоиспытатель-космист // Культура и время. — 2005. — № 1. — С. 44 — 61.
17. Чирятьев М. Н. Естественнонаучные исследования С. Н. Рериха. // Культура и время. — 2005. — № 2. — С.10 — 37.
18. 100 лет со дня рождения С. Н. Рериха: Материалы Международной научно-общественной конференции. 2004. — М.: МЦР; Мастер-Банк, 2005. — (Рериховская научно-популярная библиотека).
19. Ширяев В. Страшная сказка музея Востока. История борьбы за переданное в Россию наследие Рерихов в документах // Новая газета. — 2009. № 77 (20 июля).
20. Росов В. А. Святослав Николаевич Рерих. — Великие художники. Т. 88. — М.:Директ-Медиа; Издательский дом «Комсомольская правда», 2011. — ISBN 978-5-7475-0123-2

### Каталоги
1. Выставка произведений художника С. Н. Рериха: Каталог / Ред. Т. Н. Гуковская; Оформление художника Є. В. Ракузіна. Государственный музей изобразительных искусств имени А. С. Пушкина. Государственный Эрмитаж. Министерство культуры СССР. — Искусство. — М., 1960. — 36 с. — 10 000 прим. (обл.)

### Довідкові видання
1. Богословский В. А. Рерих Святослав Николаевич // Большая советская энциклопедия. — 3-е изд. — М.: Советская энциклопедия, 1975. — Т. 22. — С. 42.
2. Рерих Святослав Николаевич // Энциклопедия русской живописи. — М.: Олма-Пресс, 1999. — С. 505—512.
3. Рерих Святослав Николаевич // Лейкинд О. Л., Махров К. В., Северюжин Д. Я. Художники русского зарубежья. 1917—1939: Биографический словарь. — СПб., 1999. — С. 492—493.

### Про Святослава Миколайовича Реріха
- Біографія Святослава Реріха на сайті Міжнародного Центру Реріхів
- Высказывания учёных и общественных деятелей о Рерихах
- С. Н. Иконникова. Святослав Николаевич Рерих: незабываемая встреча в Болгарии. Доклад на Международной научной конференции «Живая Этика и Культура. Идеи наследия семьи Рерихов в нашей жизни», Санкт-Петербургский Государственный Университет культуры и искусств, 11-12 февраля 2011 г.

### Творчість С. М. Реріха
- Галерея картин Святослава Николаевича Рериха на Индостан. Ру
- Галерея картин Святослава Николаевича Рериха на сайте Эстонского общества Рериха
- Репродукции картин Святослава Николаевича Рериха
- Выступление Святослава Николаевича Рериха в Ленинградском Доме учёных: «Как я стал художником»
- Галерея картин Н. К. и С. Н. Рерихов
- Галерея картин Святослава и Николая Рерихов в Международном Мемориальном Тресте Рерихов

### Документальні фільми
- «Младший сын. Святослав Рерих» // Студия «ТВ-Оазис», режиссёр: Елена Плугатырева, автор фильма: Луиза Тележко, 2000 г.
- «Вестник» // Студия «ТВ-Оазис», режиссёр и автор фильма: Луиза Тележко, 2006 г.
- «Мастер, сын Мастера» // Студия «ТВ-Оазис», режиссёр и автор фильма: Луиза Тележко, 2004 г.
- «Святослав Рерих — Последний из Рерихов» // ТРК «Цивилизация»
- «Правда о завещании Святослава Рериха» // Студия «Зов культуры»

### Мероприятия, посвященные памяти С. Н. Рериха
- Торжественный вечер в Колонном зале Дома Союзов, посвященный 100-летию со дня рождения Святослава Николаевича Рериха
- Юбилей Святослава Рериха в Музее истории города Ярославля / Интернет-портал «Музеи России», 20.10.2009 г.